# Leawood
Leawood är en stad i Johnson County i delstaten Kansas, USA med 27 656 invånare (2000).